# B612 Foundation
B612 Foundation er en amerikansk almennyttig organisation, grundlagt af en gruppe astronauter og videnskabsmænd.
Organisationens formål er at forudsige evt. kollisioner med asteroider og udvikle midler for tilintetgørelse af dem før de rammer Jorden.
Organistationen er opkaldt efter den fiktive asteroide B612, hvorfra Den lille prins i Antoine de Saint-Exupérys novelle af samme navn, kommer fra.